# Joachim Fest
Joachim Clemens Fest (født 8. december 1926, død 11. september 2006) var tysk historiker, journalist og forfatter.

## Biografi
Fests far var antinazist og gav ham ikke tilladelse til at melde sig til Hitlerjugend. Fest mente selv, at dette bidrog til hans individuelle synspunkter. Alligevel blev han indkaldt til den tyske værnemagt og deltog i anden verdenskrig. Ved krigens slutning var han krigsfange i Frankrig.
Han gik på gymnasium i Berlin og i Freiburg, hvorefter han fortsatte sine studier på universiteterne i Freiburg, Frankfurt am Main og Berlin, hvor han læste jura, historie, tysk litteratur og kunsthistorie.
Fra 1954 til 1961 arbejdede han for radiostationen RIAS som redaktør i afdelingen for samtidshistorie, og han var senere ansat som chefredaktør på TV-stationen NDR, men sagde her sin stilling op efter uoverensstemmelser.
Med tid til rådighed begyndte han at forske i Hitler-historie, hvilket resulterede i hans kendte biografi om Hitler, Hitler – Eine Biographie.
I denne periode og indtil 1993 redigerede han den kulturelle sektion på avisen Frankfurter Allgemeine Zeitung. Under sin ansættelse ved denne avis, i perioden 1986– 1988, blev han indblandet i en intellektuel og politisk kontrovers i Vesttyskland, om hvordan holocaust skulle forklares i Tysklands kommende historie, "Historikerstreit".
Fest virkede som konsulent og medforfatter for den tidligere nazistiske rustningsminister Albert Speer, da denne skrev sin biografi, Speer – Eine Biographie. Efter Speers død var der kontroverser over rigtigheden af passager i biografien, hvilket fik Fest til at udarbejde en analyse over Speers motiver.
I 2004 blev filmen Der Untergang produceret. Mange af de historiske fakta og psykoanalytiske fremstillinger af Hitler, kommer således fra Joachim Fests bøger – i særdeleshed "Ragnarok".

### Danske oversættelser
- Ragnarok. Hitler og Det Tredje Riges undergang – en historisk skitse, Gyldendal, 2003, ISBN 87-02-01642-7 (Der Untergang)
- Det tredje riges ansigt – et totalitært herredømmes profiler, People's Press, 2007, ISBN 978-87-7055-196-0 (Das Gesicht des Dritten Reiches)
- Speer. En biografi, GB Forlagene, 2007, ISBN 87-638-0388-7 (Speer. Eine Biographie)
- Hitler. En biografi, Forlaget Samleren, 1974, København, ISBN 87-568-0263-3 (Hitler. Eine Biographie)
- Ikke jeg. En selvbiografi, Høst, 2007, 87-638-0684-8 (Ich nicht: Erinnerungen an eine Kindheit und Jugend)

### Tyske titler
- Das Gesicht des Dritten Reiches. Profile einer totalitären Gesellschaft. (1963) ISBN 3-492-21842-3
- Hitler. Eine Biographie (1973) ISBN 3-548-26514-6
- Die unwissenden Magier. Über Thomas und Heinrich Mann ISBN 3-442-75535-2
- Der zerstörte Traum. Vom Ende des utopischen Zeitalters
- Wege zur Geschichte. Über Theodor Mommsen, Jacob Burckhardt und Golo Mann (Manesse Verlag, 1992)
- Staatsstreich. Der lange Weg zum 20. juli. Berlin 1994, ISBN 3-88680-539-5
- Speer. Eine Biographie (1999), ISBN 3-8286-0063-8, über Albert Speer
- Horst Janssen. Selbstbildnis von fremder Hand (2001), ISBN 3-8286-0158-8
- Der Untergang. Hitler und das Ende des Dritten Reiches Alexander Fest Verlag 2002, ISBN 3-8286-0172-3
- Im Gegenlicht. Eine italienische Reise (1988, Neuausgabe 2004), ISBN 3-498-02092-7
- Begegnungen. Über nahe und ferne Freunde. Rowohlt Verlag, Reinbek bei Hamburg, September 2004, ISBN 3-498-02088-9, darin Portraits von Hannah Arendt, Sebastian Haffner, Ulrike Meinhof, Dolf Sternberger, Wolf Jobst Siedler, Arnulf Baring, Golo Mann, Joachim Kaiser, Rudolf Augstein und dem Autor.
- Der lange Abschied vom Bürgertum. Joachim Fest und Wolf Jobst Siedler im Gespräch mit Frank A. Meyer. wjs-Verlag Berlin, September 2005, ISBN 3-937989-10-2
- Ich nicht. Erinnerungen an eine Kindheit und Jugend. Reinbek, Rowohlt 2006, ISBN 3-498-05305-1.

## Filmografi
- Hitler. Eine Karriere (1977)
- Der Untergang (2004)

1. ↑  Navnet er anført på engelsk og stammer fra Wikidata hvor navnet endnu ikke findes på dansk.